# Matra MS80
Chronologie des modèles (1969)
Matra MS11 Matra MS84
La Matra MS80 est une monoplace de Formule 1 engagée par l'équipe Matra International, dirigée par le Britannique Ken Tyrell, au cours du Championnat du monde de Formule 1 1969. Elle est pilotée par l'Écossais Jackie Stewart et le Français Jean-Pierre Beltoise, et est propulsée par un V8 Ford Cosworth. 
Conçue par l'ingénieur de Matra Bernard Boyer avec la collaboration de Pierre Fougère et André Legan, c'est la seule Formule 1 non-britannique, avec Ferrari et Mercedes, à remporter un championnat du monde des constructeurs (les Renault R25 et R26 ainsi que les Red Bull RB6 et RB7 ont été construites au Royaume-Uni).

## Historique
L'équipe commence le championnat le 1er mars en Afrique du Sud avec la Matra MS10 de 1968, mais la remplace par la MS80 dès la course suivante hors championnat, la Race of Champions du 16 mars, où la nouvelle « MS80-01 » s'impose d'emblée grâce à Stewart. Lors de la deuxième manche courue en Espagne le 4 mai sur le circuit urbain de Montjuïc -à Barcelone-, Jackie Stewart remporte la course avec deux tours d'avance sur Bruce McLaren. Cette course marque la fin des ailerons hauts, introduits en 1968, après l'affaissement de ceux des Lotus 49B conduisant aux sorties de piste de Graham Hill et de Jochen Rindt. Matra abandonne ses ailerons hauts pour de plus robustes ailerons abaissés, plus tard liés directement à la voiture.
Stewart gagne encore à quatre reprises durant la saison, en Hollande, en France (doublé de l'écurie), en Grande-Bretagne, et en Italie, tandis que son équipier Beltoise est un peu plus en retrait, en n'obtenant que trois podiums.
Matra est sacrée championne du monde des constructeurs de Formule 1 avec 17 points d'avance sur Brabham. Au championnat pilotes, Stewart remporte sa première couronne avec 26 points d'avance sur Jacky Ickx.

## Résultats en championnat du monde de Formule 1
| Saison | Écurie              | Moteur               | Pneumatiques | Pilotes              | Courses | Courses | Courses | Courses | Courses | Courses | Courses | Courses | Courses | Courses | Courses | Points inscrits | Classement |
| Saison | Écurie              | Moteur               | Pneumatiques | Pilotes              | 1       | 2       | 3       | 4       | 5       | 6       | 7       | 8       | 9       | 10      | 11      | Points inscrits | Classement |
| ------ | ------------------- | -------------------- | ------------ | -------------------- | ------- | ------- | ------- | ------- | ------- | ------- | ------- | ------- | ------- | ------- | ------- | --------------- | ---------- |
| 1969   | Matra International | Ford-Cosworth DFV V8 | Dunlop       |                      | AFS     | ESP     | MON     | P-B     | FRA     | GBR     | ALL     | ITA     | CAN     | USA     | MEX     | 66*             | Champion   |
| 1969   | Matra International | Ford-Cosworth DFV V8 | Dunlop       | Jackie Stewart       |         | 1er     | Abd     | 1er     | 1er     | 1er     | 2e      | 1er     | Abd     | Abd     | 4e      | 66*             | Champion   |
| 1969   | Matra International | Ford-Cosworth DFV V8 | Dunlop       | Jean-Pierre Beltoise |         | 3e      | Abd     | 8e      | 2e      |         | Abd     | 3e      | 4e      | Abd     | 5e      | 66*             | Champion   |

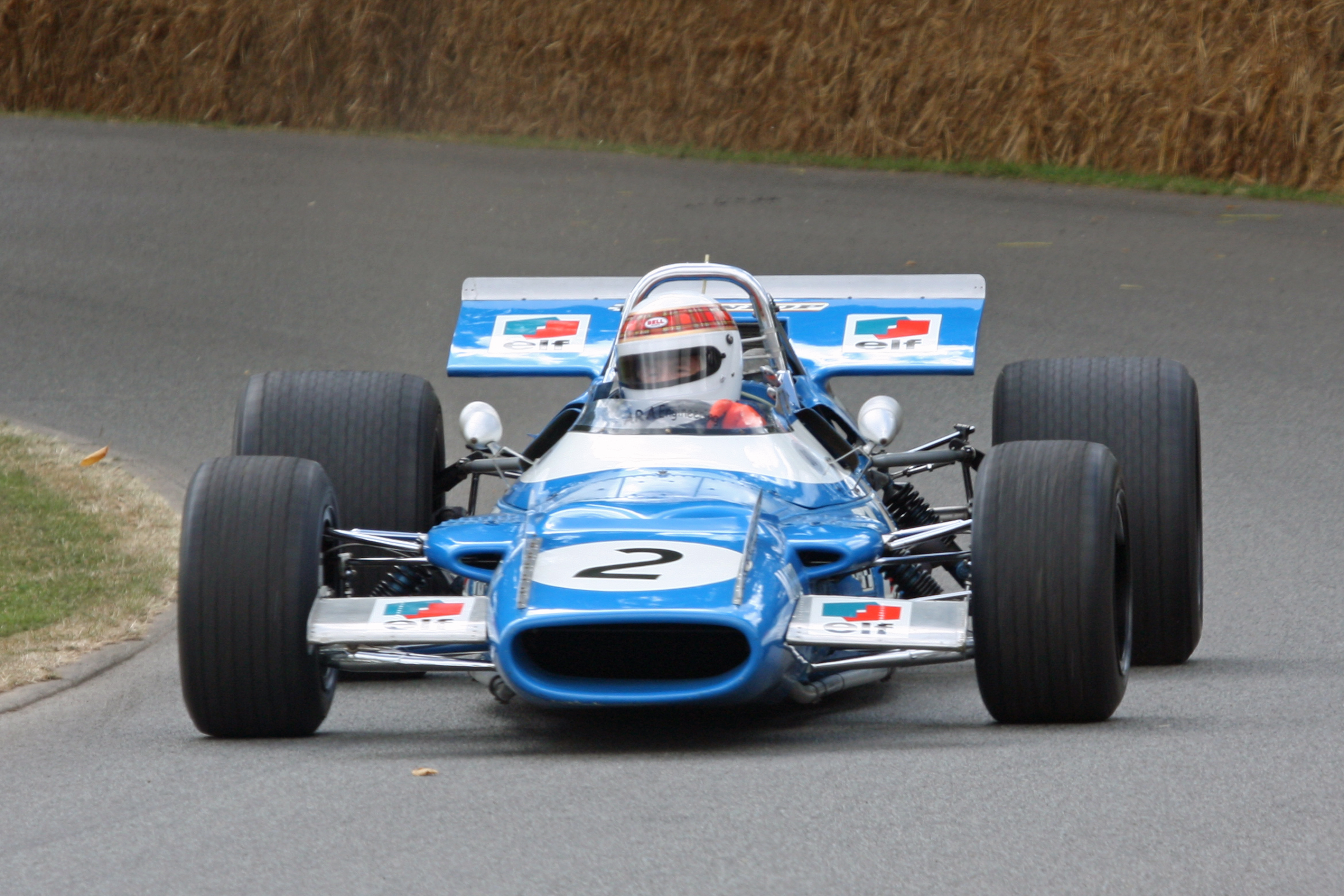
Jackie Stewart au volant de sa Matra MS80 en démonstration au Goodwood Festival of Speed 2009.

- * 10 points ont été marqués avec la Matra MS10 en 1969.

Légende : ici 